# 千葉県道79号横芝下総線

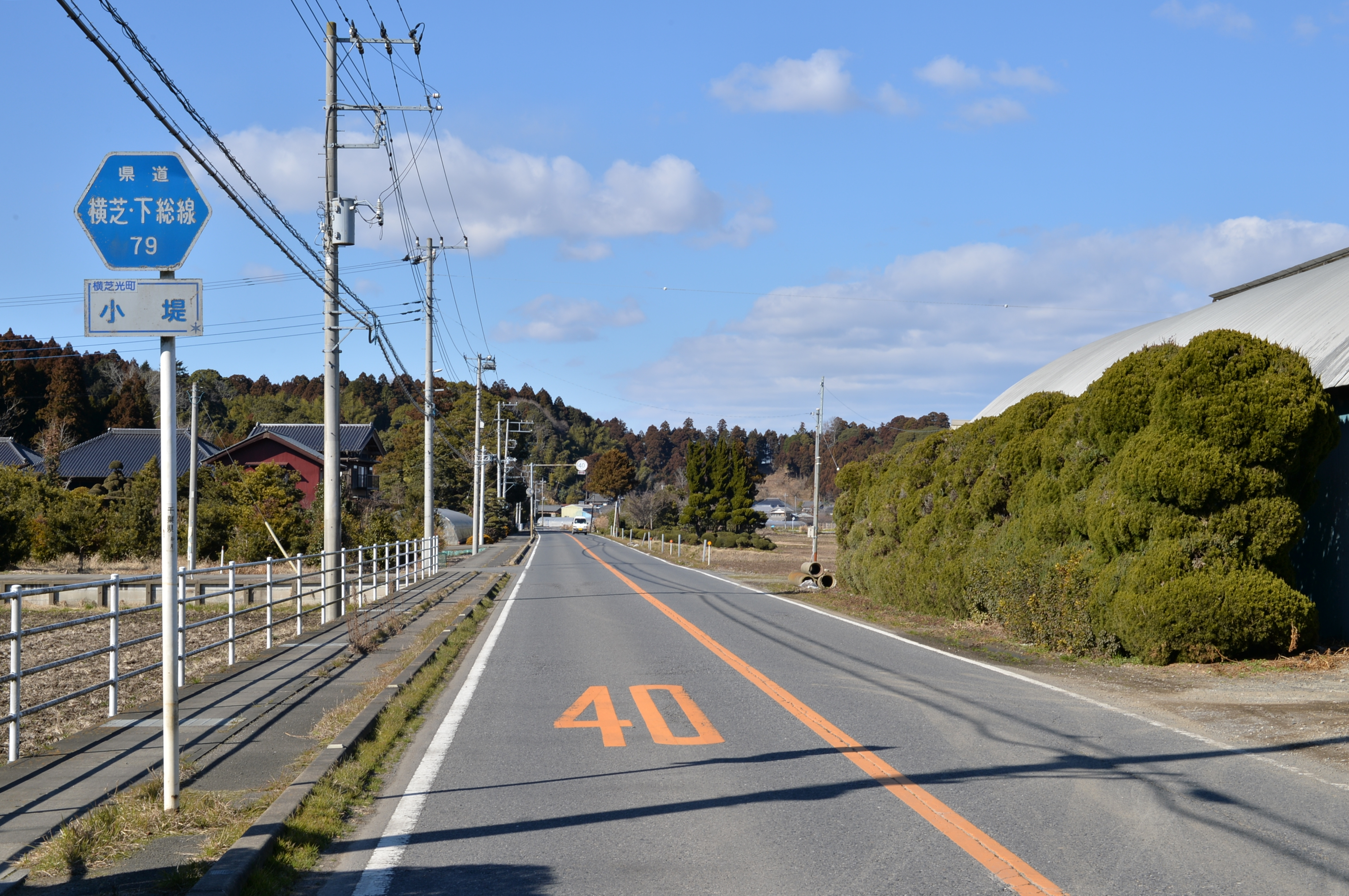
千葉県道79号横芝下総線
横芝光町小堤（2015年2月）

千葉県道79号横芝下総線（ちばけんどう79ごう よこしばしもうさせん）は、千葉県山武郡横芝光町から、成田市に至る県道（主要地方道）である。

## 概要
千葉県山武郡横芝光町横芝の国道126号との交点の横芝光町本町交差点を起点とし、成田市高岡の常総大橋手前の 茨城県道・千葉県道103号江戸崎下総線との接続点を終点とする幹線道路。途中、多古町で国道296号と一部重複、成田市の吉岡十字路で国道51号と交差する。なお、起点の横芝光町横芝の横芝光町本町交差点は、国道126号と重複する千葉県道22号千葉八街横芝線の終点であり、千葉県道78号横芝上堺線の起点でもある。
建設にあたり、成田国際空港周辺整備のための国の財政上の特別措置に関する法律（成田財特法）による補助金のかさ上げの適用を受けている。

### 路線データ
- 起点：千葉県山武郡横芝光町横芝・本町交差点
- 終点：千葉県成田市高岡・常総大橋手前
- 総延長：*.* km（山武土木事務所管内：*.* km、成田土木事務所管内区間：28.543 km[2]）
- 重用延長：*.* km（山武土木事務所管内：*.* km、成田土木事務所管内区間：2.098 km）
- 未供用延長：なし（山武土木事務所管内：*.* km、成田土木事務所管内区間：0.0 km）
- 実延長：*.* km（山武土木事務所管内：*.* km、成田土木事務所管内区間：26.445 km[2]）

## 路線状況

### 重複区間
- 国道296号
千葉県香取郡多古町多古（広沼交差点） - 多古町染井（染井交差点）

## 地理

### 通過する自治体
- 千葉県
  - 山武郡横芝光町 - 香取郡多古町 - 成田市

### 交差する道路
- 国道126号・千葉県道22号千葉八街横芝線・千葉県道78号横芝上堺線（山武郡横芝光町横芝、起点）
- 千葉県道116号横芝山武線（山武郡横芝光町寺方）
- 千葉県道45号八日市場八街線（香取郡多古町牛尾）
- 国道296号（香取郡多古町多古、広沼交差点 - 多古町染井、染井交差点、重複）
- 千葉県道74号多古笹本線（香取郡多古町染井、　染井交差点）
- 千葉県道106号八日市場佐倉線（香取郡多古町染井、染井交差点）
- 千葉県道113号佐原多古線（香取郡多古町飯笹）
- 千葉県道44号成田小見川鹿島港線（成田市十余三）
- 国道51号（成田市吉岡）
- 千葉県道63号成田下総線（成田市成井）
- 千葉県道63号成田下総線・千葉県道103号江戸崎下総線（成田市高岡、終点）

### 沿線
- オートパーラーシオヤ
- 道の駅多古あじさい館